# Exonim și endonim
Prin exonim sau xenonim, (din termenul din limba greacă ἔξω, éxō, "afară" ori ξένος-, xénos, "străin" și ὄνομα, ónoma, "nume"), se înțelege în etno-lingvistică un nume care este dat unui grup etnic sau unui teritoriu geografic ocupat de un grup etnic de către cei din afara grupul etnic și care este recunoscut sau nu de către grupul însuși. 
Absolut similar, prin endonim sau autonim, (din termenul din limba greacă ἔνδον, éndon, "înăuntru" ori αὐτο-, auto-, "insuși" și ὄνομα', ónoma, "nume") se înțelege în etno-lingvistică un termen ce este antonimul exonimului, un nume, care este acordat de însuși grupul etnic acestuia și/sau teritoriului geografic ocupat de acesta, un nume cu care grupul se identifică și care este sau nu recunoscut de către cei din afara grupului.